# Josh Charles
Josh Charles (nascido Joshua Aaron Charles ; Baltimore, 15 de setembro de 1971) é um ator de cinema e televisão americano.

## Biografia
Josh Charles nasceu em Baltimore, no estado americano de Maryland, filho de Allan Charles, um executivo da área de publicidade e Laura, uma colunista de fofocas do jornal The Baltimore Sun. Charles começou sua carreira nos palcos já aos nove anos de idade. Como adolescente, passou diversos verões no acampamento de artes de Stagedoor Manor, em Nova York, e destacou-se jovem na stand-up comedy. Normalmente faz papel de "duas caras" ou "fura olho" em alguns filmes.

## Carreira
A carreira no cinema de Charles se iniciou com o filme Hairspray, de 1988, dirigido por outro ilustre residente de Baltimore, John Waters. No ano seguinte estrelou, juntamente com Robin Williams e Ethan Hawke o vencedor do Oscar Dead Poets Society (br: Sociedade dos poetas mortos — pt: O clube dos poetas mortos). Alguns de seus papéis seguintes foram Don't Tell Mom the Babysitter's Dead, Threesome, Pie in the Sky, Muppets from Space, S.W.A.T. e Four Brothers.
Na televisão Charles interpretou o âncora Dan Rydell, na série de Aaron Sorkin, Sports Night, vencedora do Emmy, que foi exibida por dois anos (1998-2000) pela ABC e rendeu a ele uma indicação para o Screen Actors Guild. Recentemente apareceu em diversos episódios da série In Treatment, da HBO, e num episódio de Law & Order: Special Victims Unit.
No teatro, Charles estrelou uma produção da peça Confrontation, de Jonathan Marc Sherman. Em 2004, apareceu no palco em Nova York num revival de The Distance From Here, de Neil LaBute, que recebeu um Drama Desk Award, por Melhor Elenco. Em janeiro de 2006 apareceu na estréia mundial de The Well-Appointed Room, escrita por Richard Greenberg e encenada pela Steppenwolf Theatre Company, de Chicago; logo em seguida atuou no American Conservatory Theater, de San Francisco, no papel dos irmãos clonados na peça de Caryl Churchill's A Number, e em 2007 apareceu na peça The Receptionist, de Adam Bock, no Manhattan Theatre Club.
Em 2009 Josh também atuou como protagonista da série the good wife e ficou nela até 2013